# Île Lady Elliot
L'île Lady Elliot est la plus au sud des îles coralliennes faisant partie de la grande barrière de corail, en Australie. L'île se situe à 46 milles marins (85 km) au nord-est de Bundaberg et couvre une superficie d'environ 40 hectares (99 acres). L'île abrite une petite station d'éco-tourisme et une piste d'atterrissage, qui est desservi quotidiennement par des vols en provenance de Bundaberg, Hervey Bay, Maroochydore, Brisbane et de la Gold Coast. Lady Elliot Island Eco Resort propose une gamme de logement confortable, avec pour chaque suite, sa propre unité de retraitement des déchets conçue pour minimiser l'impact écologique sur l'île tout en faisant découvrir l'île aux touristes l'environnement et la faune saisonnière.
L'île Lady Elliot est localisée dans la « zone verte » du parc marin de la Grande barrière de Corail (Great Barrier Reef Marine Park). Ce qui correspond à la plus haute classification par les autorités du parc marin de la grande barrière de corail. La zone verte de ce parc national marin protège la biodiversité en préservant les zones de reproduction et la flore marines telles que les herbiers marins, mangroves, bancs et récifs en eaux profondes.
L'île est particulièrement réputée pour sa plongée et la randonnée subaquatique. Grâce à son emplacement, loin au large et à l'extrémité sud de la Grande Barrière de Corail, il en résulte une clarté d'eau incomparable. L'île offre la possibilité depuis la plage de plonger avec un masque et tuba d'explorer le monde sous-marin corallien ou alors de profiter du calme de l'île. Le personnel propose de visiter les fonds marins sur un bateau dont le pont est en plexiglas transparent ou des plongées guidées, d'observer les oiseaux et les tortues lors de la saison de reproduction.

## Géographie
L'île Lady Elliot est la plus au sud des îles coralliennes faisant partie de la grande barrière de corail, en Australie. L'île se situe à 46 milles marins (85 km) au nord-est de Bundaberg et couvre une superficie d'environ 40 hectares (99 acres). L'île abrite une petite station d'éco-tourisme et une piste d'atterrissage, qui est desservi quotidiennement par des vols en provenance de Bundaberg, Hervey Bay, Maroochydore, Brisbane et de la Gold Coast.

## Histoire
L'île Lady Elliot est apparue à la surface de l'eau pour la première fois vers 1500 av. J.-C. Elle était constituée de débris de coraux. Les 3 500 années suivantes s'est développé tout un récif corallien.

### 1805: Premier projet commercial
En 1805, James Atckin crée la première entreprise commerciale de l'île : la collecte de Beches de mer. Les animaux sont retirés de l'eau peu profonde, séché puis fumé avant d'être exporté vers l'Asie et les communautés malaises pour plus de 180 $ la tonne.

### 1816: Découverte officielle
En 1816, l'île est officiellement découverte par le capitaine Thomas Stuart à bord du navire Lady Elliot. Le Lady Elliot est un navire de 353 tonnes construit au Bengale et enregistré à Calcutta, en Inde. Le navire est nommé d'après l'épouse de Hugh Elliot, le gouverneur colonial de l'Inde. Sur le chemin du retour de Sydney, il fait naufrage sur un récif au large de Cardwell dans le nord du Queensland, qui est appelé pour l'occasion récif de corail Lady Elliot.

### 1863: exploitation minière pour le guano potcho
En 1863, MJ Askunas gagne le marché public de la part du gouvernement du Queensland d'exploiter la mine de guano de l'île pour 300 livres par an pendant 10 ans. Par la suite, le bail est transféré au Dr WI Crowther de Hobart le 23 août 1864. Dr Crowther exploite la mine de l'île jusqu'à la fin de 1873. Le guano est extrait par des travailleurs chinois et malais et envoyés sur le continent australien et la Nouvelle-Zélande. Au cours de cette période, pratiquement tous les arbres furent coupés, ainsi qu'un mètre de terre végétale et le guano. En 1874, l'extraction du guano cesse, mais les dommages pour la végétation de l'île sont irréversibles. Il faut attendre 1966 pour qu'un programme de revégétalisation soit entrepris par le personnel du phare. Leurs efforts sont rapidement récompensés, avec la végétation ré-émergentes l'île devient un havre pour tous les types d'oiseaux marins.

### 1873: Construction du phare

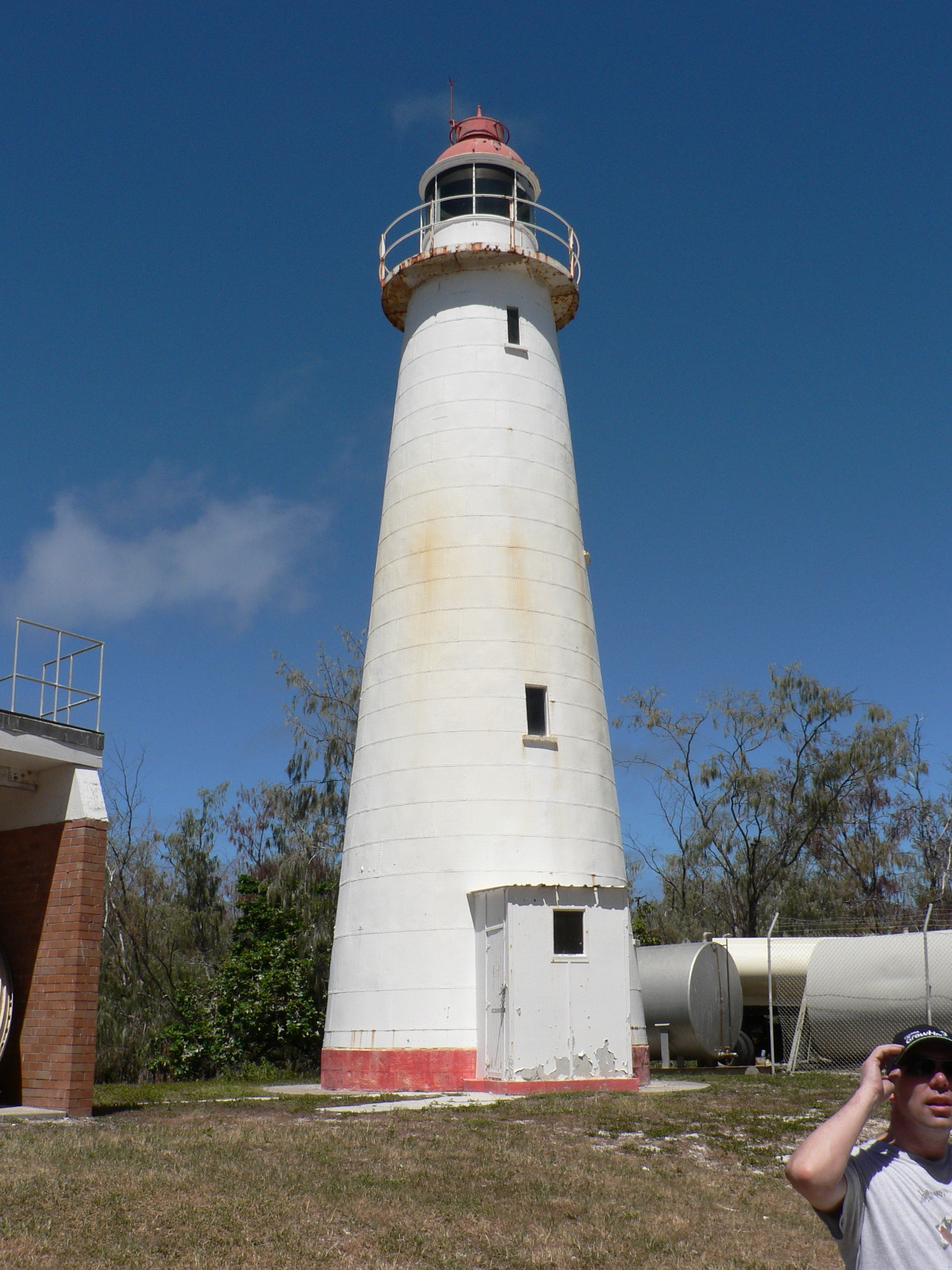
Phare historique de l'île de Lady Elliot

En 1873, un phare est construit, le Lady Elliot Island Light. Le phare est inscrit sur la liste du patrimoine national, car il est construit avec une ossature bois et un bardage en fonte, qui fut pré fabriqué en Angleterre et expédiés sur l'île en pièces détaché. Ce phare a une hauteur de 15 mètres et brille sur environ 30 kilomètres au large. Le vieux phare est constamment utilisé jusqu'en 1995, mais le faisceau de lumière devient trop court à cause de la végétation environnante qui fait écran. À cette époque l'Australian Maritime Safety Authority construit un nouveau phare. Il a une hauteur de 21 mètres et possède six faisceaux de lumière d'une portée de 40 km vers le large. Il est alimenté par l'énergie solaire, est entièrement automatisé et fonctionne en permanence.

### Construction d'une piste d'atterrissage
En 1969, Don Adams construit une piste d'atterrissage et d'hébergement sur l'île et a obtient un bail de loisirs touristique par le gouvernement australien. En 1977, Don Adams vend le bail à Barrier Reef Airways. En 1984, le gouvernement australien lance un appel d'offres pour construire une station balnéaire discrète sur l'île. Les premiers propriétaires de la station sont John et Judy French et ouvre la station en 1985. En 1992, le bail de la station change de mains et est vendu à Bevan Whittaker.

### 2005: Renouveau de l'île
En 2005, le bail de 20 ans de la station arrive à échéance et l'État lance à nouveau un appel d'offres. L'appel d'offres est remporté par trois hommes d'affaires de la Gold Coast Pierre-Gash, Grant Kenny et Michael Kyle. Un nouveau bail est accordé pour une période de 10 ans, avec deux options supplémentaire pour un mandat de dix ans. Depuis le changement de locataire, un programme de rénovation des installations de l'île est lancé afin de les rendre plus respectueuses de l'environnement. L'équipe du The Lady Elliot Island Eco Resort gère le site de manière à préserver l'environnement naturel de la Grande Barrière de Corail, avec pour objectif de travailler en harmonie avec la nature pour en faire bénéficier les générations futures.

### L'énergie solaire
Lady Elliot Island Eco Resort introduit une gamme de mesures environnementales, y compris la construction d'une centrale électrique hybride solaire pour réduire la consommation d'énergie et les émissions de carbone. Lady Elliot Island Eco Resort a également atteint le plus haut niveau de certification ECO programme « ECO Certified - Advanced Ecotourisme » avec Ecotourism Australia.

## Faunes et flores
On peut observer de nombreuses tortues, baleines, oiseaux, poissons tropicaux et autres raies manta.

### Raies manta et requins

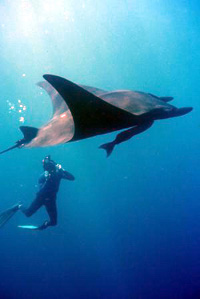
Raies Manta avec un plongeur

L'île est célèbre pour sa population de 40 raies manta vivant dans le récif de manière permanente qui sont le logo de l'île. L'île possède des requins léopards et des requins-tapis.

### Les tortues

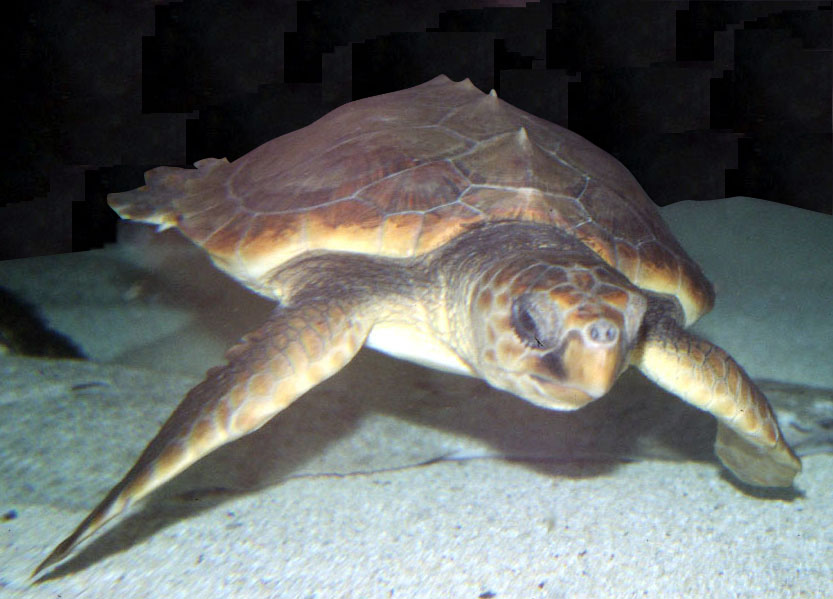
Tortue Caouanne

La Grande Barrière de Corail est l'un des plus importants habitats des tortues marines au monde et l'île de Lady Elliot est le plus important de cet habitat. Chaque année, entre novembre et mars la tortue verte et la tortue Caouanne reviennent à la plage même où ils sont nés 50 ans auparavant. Ces tortues nichent sur Lady Elliot Island jusqu'à neuf fois lors d'une saison, la ponte entre 80 et 120 œufs par couvée. Environ huit semaines plus tard, les nouveau-nés quittent leur nid et se dirigent vers l'océan (janvier à avril).

### Baleines et dauphins
L'île de Lady Elliot est juste au nord de Hervey Bay, un lieu de  reproduction très populaire pour le rorqual à bosse. Les baleines sont communes dans les eaux autour de l'île en hiver et au début du printemps de juin à octobre. On peut les observer régulièrement sur les vols à destination de l'île et aussi par la plongée avec tuba à partir des bateaux et des plages de l'île. Presque tous les jours pendant la saison, des chants de baleines peuvent être entendus sous l'eau tout en nageant autour de l'île. L'île est un lieu de fréquentation pour le grand dauphin.

### Oiseaux

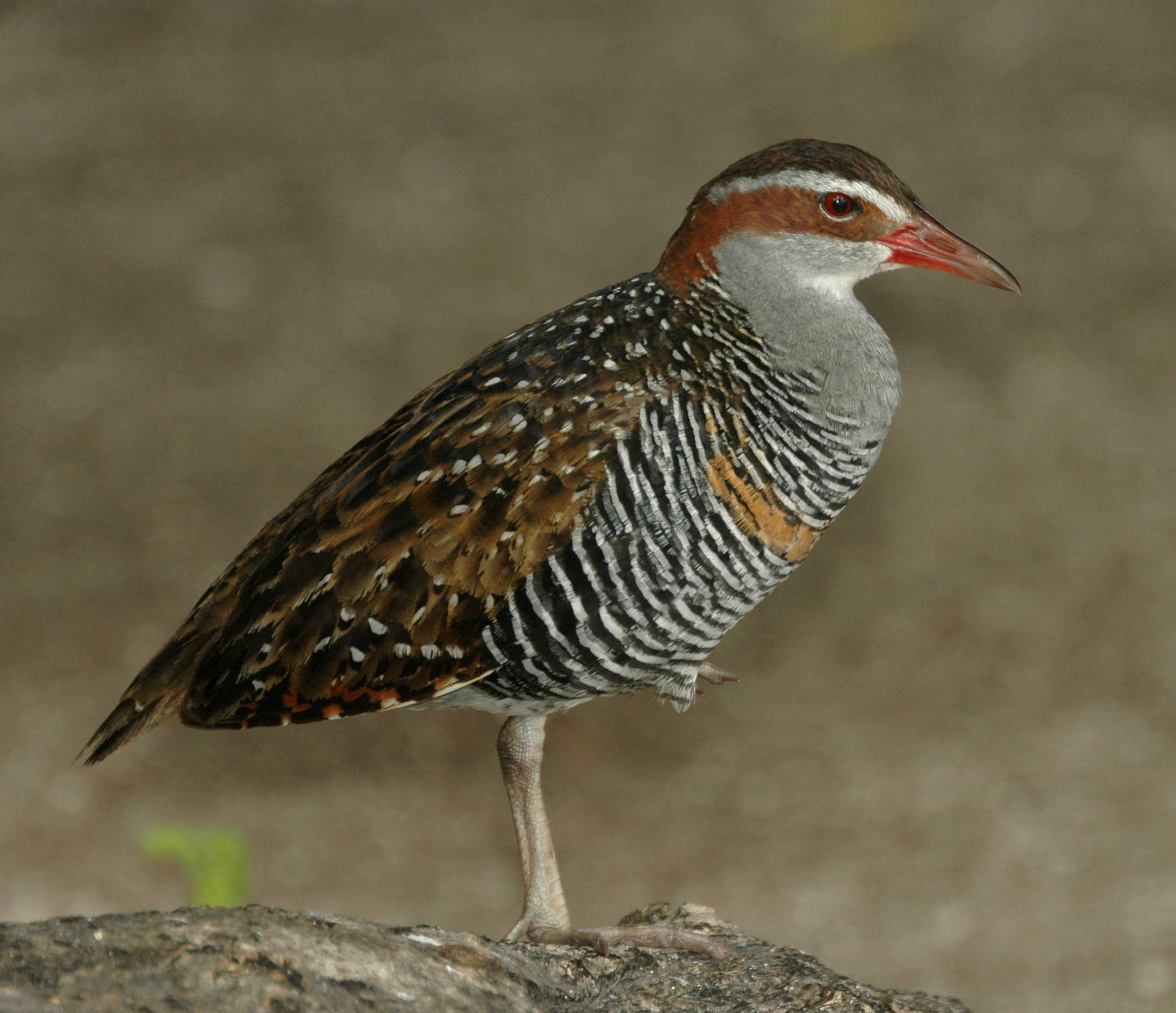
Râle tiklin prise sur l'île de Lady Elliot

Le Silvereye Capricorne, un petit oiseau endémique de la Grande Barrière de corail du sud, se trouve sur l'île, qui est aussi le foyer du Râle tiklin. Il est un site important de nidification pour de nombreux oiseaux marins. Le Cayes est un havre pour plus de cinquante espèces d'oiseaux marins tropicaux et d'échassiers. Plus de 100 000 oiseaux nichent sur l'île Lady Elliot durant la saison estivale de reproduction. Quelques exemples d'oiseaux :
- Noddi noir
- Fou brun
- Sterninae : Sterne diamant, Sterne bridée, Sterne huppée, Sterne de Dougall et Sterne fuligineuse
- Phaéton à brins rouges
- Mouette argentée
- Puffin fouquet
- Aigrette sacrée